# Новобатуріно
Новобатуріно (рос. Новобатурино) — селище у Єткульському районі Челябінської області Російської Федерації.
Входить до складу муніципального утворення Новобатуринське сільське поселення. Населення становить 712 осіб (2017).

## Історія
Від 1 березня 1924 року належить до Єткульського району Челябінської області.
Згідно із законом від 16 листопада 2004 року органом місцевого самоврядування є Новобатуринське сільське поселення.

## Населення
| 2002 | 2010 | 2011 | 2012 | 2013 | 2014 | 2015 |
| ---- | ---- | ---- | ---- | ---- | ---- | ---- |
| 766  | ↘743 | ↗744 | ↘722 | ↘706 | ↘691 | ↗707 |
| 2016 | 2017 |      |      |      |      |      |
| ↗708 | ↗712 |      |      |      |      |      |